# Hoosick Falls
Hoosick Falls est un village du comté de Rensselaer, dans l'État de New York, aux États-Unis,. En 2010, il comptait une population de 3 501 habitants.

## Démographie
Lors du recensement de 2010, le village comptait une population de 3 501 habitants, tandis qu'en 2019, elle est estimée à 3 347 habitants.